# 马科斯·保罗
马科斯·保罗·科斯塔·多纳西门托（葡萄牙語：Marcos Paulo Costa do Nascimento，2001年2月1日—），简称马科斯·保罗（葡萄牙語：Marcos Paulo），是一名出生在巴西的葡萄牙籍足球运动员，场上司职前锋，現効力葡超球隊博維斯塔。

## 俱乐部生涯
马科斯·保罗出生在里约热内卢州圣贡萨洛，他的职业生涯在弗鲁米嫩塞开始。17岁的时候，他的合同中就拥有了4500万的解约条款 。 由于球队马上要迎来在南美杯中和乌拉圭豪门乌拉圭民族的次回合对决，他在2018年10月27日第一次入选了球队客战桑托斯的巴甲比赛大名单， 最终球队0-3输球，他也没有获得上场机会。
马科斯·保罗在2019年1月30日在马拉卡纳球场举行的一场里约热内卢州联赛的最后10分钟换下了布鲁诺·席尔瓦，完成了职业队首秀，那场比赛弗鲁米嫩塞最终战胜了对手马杜雷拉。 在同年的5月18日，他在弗鲁米嫩塞主场4-1击败克鲁塞罗的比赛后10分钟替补上场，完成了个人巴甲首秀。
在2019年的南美杯上，马科斯·保罗为球队出场了7场比赛，帮助球队进入8强。他在7月30日球队16强次回合3-1（总比分5-2）击败乌拉圭球队佩纳罗尔竞技的比赛中梅开二度，打进了个人在弗鲁米嫩塞职业队同时也是洲际赛事的第一粒和第二粒进球。 他在那年的国内联赛出场的24场比赛中打进了4粒进球，直到联赛结束。10月26日球队主场1-1战平沙佩科恩斯的比赛中，他打进了一球，帮助球队扳平，这也是他在联赛中打进的首粒进球；他在赛后采访中表示“很失望没能赢下比赛”。
2020年3月1日，马科斯·保罗在里约热内卢州联赛赛季的第一场比赛梅开二度，帮助球队主场5-1大胜马杜雷拉。

## 国家队生涯
虽然马科斯·保罗出生在巴西，但是由于他的祖父出生在葡萄牙的雷阿尔城，他拥有为葡萄牙国家队出战的权利。 他在2019年4月19日葡萄牙U18主场1-1战平法国U18的比赛中完成了国家队首秀，在第52分钟替补登场，换下了队友蒂亚戈·阿劳若。 在之后的比赛里，他在3-1战胜墨西哥U18的比赛中梅开二度， 在与丹麦U18的比赛中打进一粒进球，帮助球队夺得波尔图国际杯赛事的冠军。
2019年土伦杯，马科斯·保罗第一次进入了葡萄牙U19的大名单中。他在小组赛的前两场比赛为球队披挂上阵，并在普罗旺斯萨隆举行的3-2击败卫冕冠军英格兰U19的比赛中打入了一粒进球。

## 生涯数据

### 俱乐部
最後更新：2020年12月8日
| 俱乐部     | 赛季     | 联赛     | 联赛 | 联赛 | 州联赛 | 州联赛 | 杯赛 | 杯赛 | 洲际比赛 | 洲际比赛 | 其他 | 其他 | 总共 | 总共 |
| 俱乐部     | 赛季     | 级别     | 出场 | 进球 | 出场   | 进球   | 出场 | 进球 | 出场     | 进球     | 出场 | 进球 | 出场 | 进球 |
| ---------- | -------- | -------- | ---- | ---- | ------ | ------ | ---- | ---- | -------- | -------- | ---- | ---- | ---- | ---- |
| 弗鲁米嫩塞 | 2018     | 巴甲     | 0    | 0    | 0      | 0      | 0    | 0    | 0        | 0        | 0    | 0    | 0    | 0    |
| 弗鲁米嫩塞 | 2019     | 巴甲     | 24   | 4    | 3      | 0      | 2    | 0    | 6        | 2        | 0    | 0    | 35   | 6    |
| 弗鲁米嫩塞 | 2020     | 巴甲     | 20   | 3    | 11     | 3      | 5    | 2    | 2        | 0        | 0    | 0    | 38   | 8    |
| 生涯总共   | 生涯总共 | 生涯总共 | 44   | 7    | 14     | 3      | 7    | 2    | 8        | 2        | 0    | 0    | 73   | 14   |

注释
1. 1 2  里约热内卢州联赛（英语：Campeonato Carioca）中的出场
2. 1 2  巴西杯中的出场
3. 1 2  南美杯中的出场